# Свети мученик Авудим
Свети мученик Авудим (у. 305. г.) је хришћански светитељ и мученик из Тенедоса, познат и као Авудим Тенедиски.
Авудим је ухваћен у Тенедосу током Диоклецијановог прогона хришћана. Пошто је одбио да једе идолопоклоничку храну, месо принесено на жртву идолима древних богова подвргнут је мучењу. Посечен је 305. године, исте године када и Света Катарина и Свети Пантелејмон.
Православна црква помиње светог Авудима 15. јула.